# 商譽
商譽（英語：Goodwill）是一個会计学術語，用作反映一個商業實體資產和負債以外的賬面價值，通常只運用於收購安排上。公司的品牌名稱、堅實的客戶群、良好的客戶關係、良好的員工關係和專有技術的價值代表了商譽存在的一些原因。它反映了商業實體比較來自出售有形資產上，作出更高的利潤價值。
作為一種無形資產，商譽不同於大多數其他具有有限壽命之無形資產，具有無限期的壽命。根據國際財務報導準則（英語：International Financial Reporting Standards，IFRS）以及美國會計準則（英語：US Generally Accepted Accounting Principles，US GAAP)，公司必須每年至少一次在其財務報表上審查商譽價值，並記錄任何減值。

## 負面商譽
負面商譽（英語：Negative Goodwill, NGW)，指的是當一家公司以明顯低於其公允市場價值的價格收購另一家公司或其資產時，支付的廉價購買金額。負面商譽通常表明賣方陷入了困境或已宣布破產，除了以低於資產價值的價格出售資產外，沒有其他選擇。因此，負面商譽幾乎總是有利於買方。

## 外部連結
- （英文）商譽的定義（页面存档备份，存于）
- （英文）Wikinvest的商譽條目
- （英文）Wikinvest的無形資產條目